# Glomeropitcairnia
Glomeropitcairnia Mez ( do latim "glomero" = forma de bola + gênero Pitcairnia) é um género botânico pertencente à família Bromeliaceae, subfamília Tillandsioideae, com apenas duas espécies.
Este grupo de plantas já havia sido classificado como um gênero da subfamília Pitcairnioideae, porém, com as modernas análises de DNA foram incluídas como membros da subfamília Tillandsioideae,
São plantas nativas do Caribe, epífitas, podendo alcançar até 2 m de altura.
Entre as Bromeliaceae, as plantas do gênero Glomeropitcairnia são aquelas que podem armazenar maior quantidade de água (até 20 litros), servindo como fonte de água para outro biota.

## Espécies
- Glomeropitcairnia erectiflora Mez
- Glomeropitcairnia penduliflora (Grisebach) Mez

## Literatura
- Status of Glomeropitcairnia within Evolutionary History of Bromeliaceae

A. J. Gilmartin, G. K. Brown, G. S. Varadarajan, M. Neighbours
Systematic Botany, Vol. 14, No. 3 (Jul. - Set., 1989), p. 339-348